# Yeami Dunia
Yeami Dunia (Freetown, 16 dicembre 1996) è un calciatore sierraleonese, difensore dell'East End Lions e della nazionale sierraleonese.

## Carriera

### Club
Ha giocato nella prima divisione della Sierra Leone.

### Nazionale
Debutta con la nazionale sierraleonese il 2 dicembre 2012 in occasione del match di qualificazione per il Campionato delle nazioni africane 2014 pareggiato 0-0 contro LA Guinea.
Nel 2021 viene convocato per la Coppa delle nazioni africane 2021.

## Statistiche

### Cronologia presenze e reti in nazionale
| Cronologia completa delle presenze e delle reti in nazionale ― Sierra Leone | Cronologia completa delle presenze e delle reti in nazionale ― Sierra Leone | Cronologia completa delle presenze e delle reti in nazionale ― Sierra Leone | Cronologia completa delle presenze e delle reti in nazionale ― Sierra Leone | Cronologia completa delle presenze e delle reti in nazionale ― Sierra Leone | Cronologia completa delle presenze e delle reti in nazionale ― Sierra Leone | Cronologia completa delle presenze e delle reti in nazionale ― Sierra Leone | Cronologia completa delle presenze e delle reti in nazionale ― Sierra Leone |
| Data                                                                        | Città                                                                       | In casa                                                                     | Risultato                                                                   | Ospiti                                                                      | Competizione                                                                | Reti                                                                        | Note                                                                        |
| --------------------------------------------------------------------------- | --------------------------------------------------------------------------- | --------------------------------------------------------------------------- | --------------------------------------------------------------------------- | --------------------------------------------------------------------------- | --------------------------------------------------------------------------- | --------------------------------------------------------------------------- | --------------------------------------------------------------------------- |
| 2-12-2012                                                                   | Conakry                                                                     | Guinea                                                                      | 0 – 0                                                                       | Sierra Leone                                                                | Qual. CHAN 2014                                                             | -                                                                           |                                                                             |
| 14-12-2012                                                                  | Freetown                                                                    | Sierra Leone                                                                | 1 – 1                                                                       | Guinea                                                                      | Qual. CHAN 2014                                                             | -                                                                           |                                                                             |
| 18-5-2014                                                                   | Lobamba                                                                     | eSwatini                                                                    | 1 – 1                                                                       | Sierra Leone                                                                | Qual. Coppa d'Africa 2015                                                   | -                                                                           |                                                                             |
| 14-6-2015                                                                   | Khartum                                                                     | Sudan                                                                       | 1 – 0                                                                       | Sierra Leone                                                                | Qual. Coppa d'Africa 2017                                                   | -                                                                           |                                                                             |
| 21-6-2015                                                                   | Nouakchott                                                                  | Mauritania                                                                  | 2 – 1                                                                       | Sierra Leone                                                                | Qual. CHAN 2016                                                             | -                                                                           |                                                                             |
| 27-6-2015                                                                   | Nouakchott                                                                  | Mauritania                                                                  | 2 – 0                                                                       | Sierra Leone                                                                | Qual. CHAN 2016                                                             | -                                                                           |                                                                             |
| 6-9-2015                                                                    | Port Harcourt                                                               | Sierra Leone                                                                | 0 – 0                                                                       | Costa d'Avorio                                                              | Qual. Coppa d'Africa 2017                                                   | -                                                                           | 88’                                                                         |
| 10-10-2015                                                                  | N'Djamena                                                                   | Ciad                                                                        | 1 – 0                                                                       | Sierra Leone                                                                | Qual. Mondiali 2018                                                         | -                                                                           |                                                                             |
| 13-10-2015                                                                  | Port Harcourt                                                               | Sierra Leone                                                                | 2 – 1                                                                       | Ciad                                                                        | Qual. Mondiali 2018                                                         | -                                                                           | 46’                                                                         |
| 22-3-2016                                                                   | Freetown                                                                    | Sierra Leone                                                                | 1 – 1                                                                       | Malawi                                                                      | Amichevole                                                                  | -                                                                           |                                                                             |
| 25-3-2016                                                                   | Franceville                                                                 | Gabon                                                                       | 2 – 1                                                                       | Sierra Leone                                                                | Amichevole                                                                  | -                                                                           |                                                                             |
| 28-3-2016                                                                   | Freetown                                                                    | Sierra Leone                                                                | 1 – 0                                                                       | Gabon                                                                       | Amichevole                                                                  | -                                                                           |                                                                             |
| 4-6-2016                                                                    | Freetown                                                                    | Sierra Leone                                                                | 1 – 0                                                                       | Sudan                                                                       | Qual. Coppa d'Africa 2017                                                   | -                                                                           |                                                                             |
| 3-9-2016                                                                    | Bouaké                                                                      | Costa d'Avorio                                                              | 1 – 1                                                                       | Sierra Leone                                                                | Qual. Coppa d'Africa 2017                                                   | -                                                                           |                                                                             |
| 5-6-2017                                                                    | Monrovia                                                                    | Liberia                                                                     | 1 – 0                                                                       | Sierra Leone                                                                | Amichevole                                                                  | -                                                                           |                                                                             |
| 10-6-2017                                                                   | Freetown                                                                    | Sierra Leone                                                                | 2 – 1                                                                       | Kenya                                                                       | Qual. Coppa d'Africa 2019                                                   | -                                                                           |                                                                             |
| 15-7-2017                                                                   | Freetown                                                                    | Sierra Leone                                                                | 1 – 1                                                                       | Senegal                                                                     | Qual. CHAN 2018                                                             | -                                                                           |                                                                             |
| 22-7-2017                                                                   | Dakar                                                                       | Senegal                                                                     | 3 – 1                                                                       | Sierra Leone                                                                | Qual. CHAN 2018                                                             | -                                                                           |                                                                             |
| 17-3-2018                                                                   | Teheran                                                                     | Iran                                                                        | 4 – 0                                                                       | Sierra Leone                                                                | Amichevole                                                                  | -                                                                           |                                                                             |
| 22-7-2018                                                                   | Monrovia                                                                    | Liberia                                                                     | 0 – 0                                                                       | Sierra Leone                                                                | Amichevole                                                                  | -                                                                           |                                                                             |
| 9-9-2018                                                                    | Auasa                                                                       | Etiopia                                                                     | 1 – 0                                                                       | Sierra Leone                                                                | Qual. Coppa d'Africa 2019                                                   | -                                                                           | 34’                                                                         |
| 13-10-2020                                                                  | Niamey                                                                      | Niger                                                                       | 1 – 0                                                                       | Sierra Leone                                                                | Amichevole                                                                  | -                                                                           |                                                                             |
| 13-11-2020                                                                  | Benin City                                                                  | Nigeria                                                                     | 4 – 4                                                                       | Sierra Leone                                                                | Qual. Coppa d'Africa 2021                                                   | -                                                                           |                                                                             |
| 17-11-2020                                                                  | Freetown                                                                    | Sierra Leone                                                                | 0 – 0                                                                       | Nigeria                                                                     | Qual. Coppa d'Africa 2021                                                   | -                                                                           |                                                                             |
| 27-3-2021                                                                   | Maseru                                                                      | Lesotho                                                                     | 0 – 0                                                                       | Sierra Leone                                                                | Qual. Coppa d'Africa 2021                                                   | -                                                                           |                                                                             |
| 26-8-2021                                                                   | Bahar Dar                                                                   | Etiopia                                                                     | 0 – 0                                                                       | Sierra Leone                                                                | Amichevole                                                                  | -                                                                           |                                                                             |
| 6-10-2021                                                                   | El Jadida                                                                   | Sierra Leone                                                                | 1 – 1                                                                       | Sudan del Sud                                                               | Amichevole                                                                  | -                                                                           |                                                                             |
| 13-11-2021                                                                  | Sapanca                                                                     | Sierra Leone                                                                | 0 – 2                                                                       | Comore                                                                      | Amichevole                                                                  | -                                                                           | 3’                                                                          |
| 27-3-2022                                                                   | Adalia                                                                      | Liberia                                                                     | 0 – 1                                                                       | Sierra Leone                                                                | Amichevole                                                                  | -                                                                           | 46’                                                                         |
| 6-9-2024                                                                    | Monrovia                                                                    | Sierra Leone                                                                | 0 – 0                                                                       | Ciad                                                                        | Qual. Coppa d'Africa 2025                                                   | -                                                                           | 86’                                                                         |
| 10-9-2024                                                                   | Ndola                                                                       | Zambia                                                                      | 3 – 2                                                                       | Sierra Leone                                                                | Qual. Coppa d'Africa 2025                                                   | -                                                                           | 86’                                                                         |
| 27-10-2024                                                                  | Monrovia                                                                    | Sierra Leone                                                                | 1 – 2                                                                       | Liberia                                                                     | Qual. CHAN 2024                                                             | -                                                                           |                                                                             |
| 1-11-2024                                                                   | Monrovia                                                                    | Liberia                                                                     | 1 – 1                                                                       | Sierra Leone                                                                | Qual. CHAN 2024                                                             | -                                                                           |                                                                             |
| 19-11-2024                                                                  | Monrovia                                                                    | Sierra Leone                                                                | 0 – 2                                                                       | Zambia                                                                      | Qual. Coppa d'Africa 2025                                                   | -                                                                           | 59’                                                                         |
| Totale                                                                      |                                                                             | Presenze                                                                    | 34                                                                          |                                                                             | Reti                                                                        | 0                                                                           |                                                                             |

## Palmarès

### Club

#### Competizioni nazionali
- Premier League (Sierra Leone): 1

East End Lions: 2019